# Achille François Oudinot

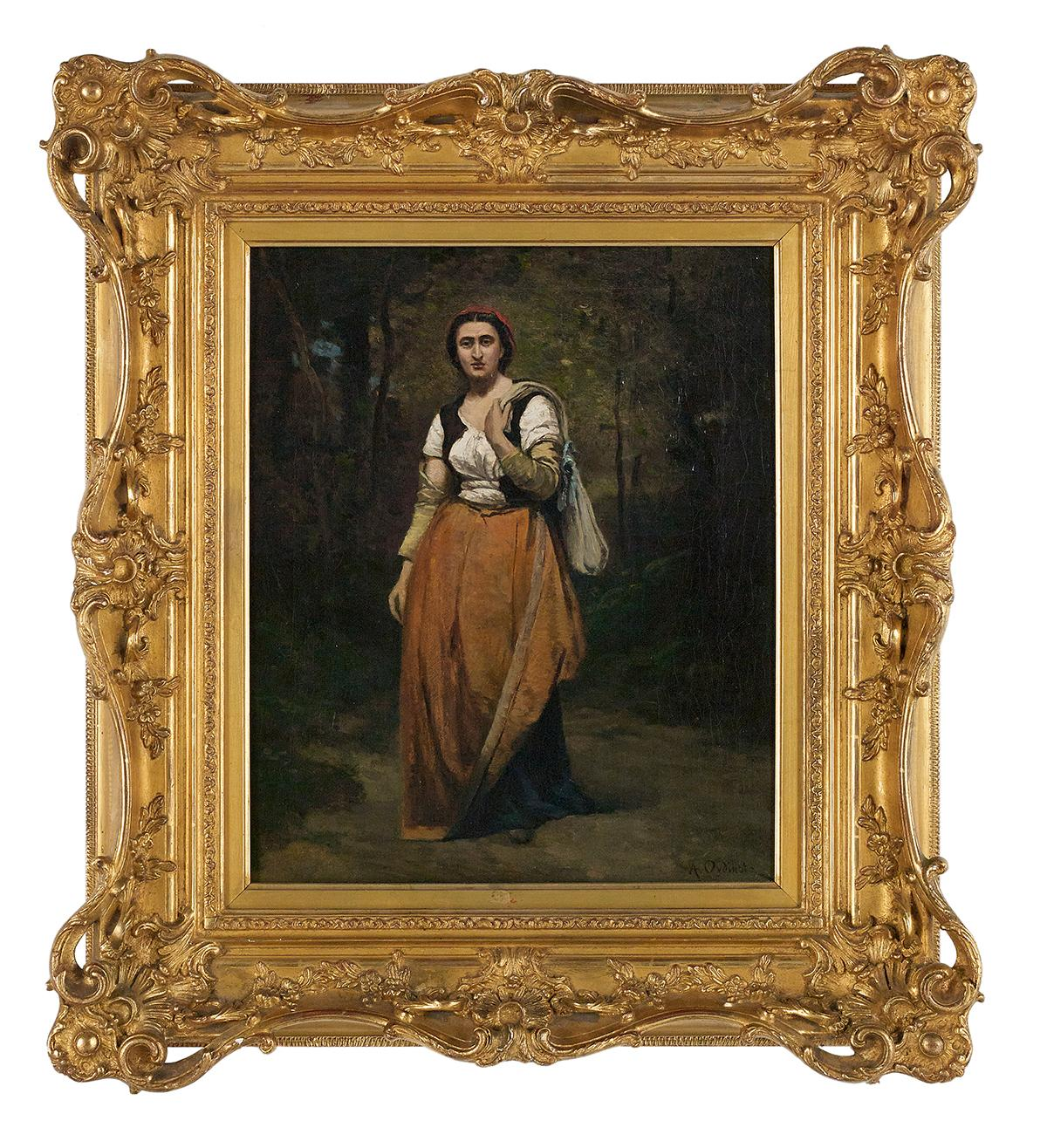
Achille Oudinot: Jeune Femme Italienne

Achille François Oudinot (* 17. April 1820 in Damigny, Frankreich; † 24. Dezember 1891 in Paris) war ein französischer Landschaftsmaler, der der Schule von Barbizon nahestand. Achille Oudinot war auch als Architekt und Innenarchitekt tätig.

## Leben
Achille Oudinot war Schüler von Jean-Baptiste Camille Corot, dessen Stil und Themen er übernahm. Corot beauftragte ihn, zwei Jahre lang seine Schülerinnen Berthe und Edma Morisot zu unterrichten. Er sagt beiden eine vielversprechende künstlerische Zukunft voraus. 1856 hielt sich Oudinot vorübergehend in Barbizon auf, war aber vor allem in Auvers-sur-Oise aktiv. Dort unterstützt er seinen Freund, den Maler Charles-François Daubigny, beim Bau seines Atelierhauses, das 1861 fertiggestellt wurde. Oudinot war verantwortlich für die architektonischen Entwürfe sowie für dekorative Elemente wie den Kamin und die Türrahmen. In den folgenden Jahren beherbergte das Haus auch Künstlerfreunde wie Corot und Honoré Daumier. Zwischen 1859 und 1876 nahm Oudinot regelmäßig an den Pariser Salons teil. Parallel dazu arbeitete er als Architekt, zunächst unter Paul Lebart, später in Zusammenarbeit mit ihm. Achille Oudinot entwirft vor allem Inneneinrichtungen und Fassadendekorationen. Zu seinen Werken zählen unter anderem das Treppenhaus Lefuel im Louvre (unter Napoleon III.), die Fassaden des Grand Cerf in Alençon, des Rathauses von Sées und des Rathauses von Nogent-le-Rotrou sowie das Pfarrhaus von Mamers (erbaut 1852–1857), dessen palladianische Fassade heute vom Abriss bedroht ist.
Während der Pariser Kommune von 1871 ist Oudinot Mitglied der Fédération des Artistes und wurde am 17. April in geheimer Wahl in die 47-köpfige Kommission gewählt. Er wurde als Architekt und einer der Verwalter der Museen des Louvre ernannt. Laut Maxime du Camp soll er konservative Kollegen vor drohenden Verhaftungen durch die Stadtverwaltung gewarnt haben. Trotz widersprüchlicher Quellen scheint Oudinot auch nach der Niederlage der Kommune in Frankreich tätig gewesen zu sein, zumindest bis 1876, als er seine Aufträge verliert und in wirtschaftliche Not gerät. Er emigrierte in die Vereinigten Staaten, während seine Frau und seine Tochter Marthe in Montmorency (Val-d’Oise) blieben. In den Vereinigten Staaten ließ sich Achille Oudinot in Boston nieder und gründete eine Malschule, die von den amerikanischen Kunstliebhabern sehr geschätzt wurde. Einer seiner Schüler war der Marinemaler Walter Lofthouse Dean. Er stellte unter anderem im Boston Art Club aus (1882 und 1884) und hatte wirtschaftlichen Erfolg mit dem Verkauf seiner Bilder. Achille Oudinot kehrt 1886 nach Frankreich zurück und stirbt 1891 in Paris.
Die meisten seiner Werke befinden sich heute in amerikanischem Privatbesitz. Zusammen mit seinem Bruder Eugène-Stanislas Oudinot, einem Glasmaler, arbeitete er an Projekten des Architekten Richard Morris Hunt, darunter die Trinity Church in Boston und Marquand Manor in New York. Seine Werke befinden sich heute nur noch in wenigen Museen in Frankreich, wie in Alençon, Draguignan und Saint-Omer.

## Werk

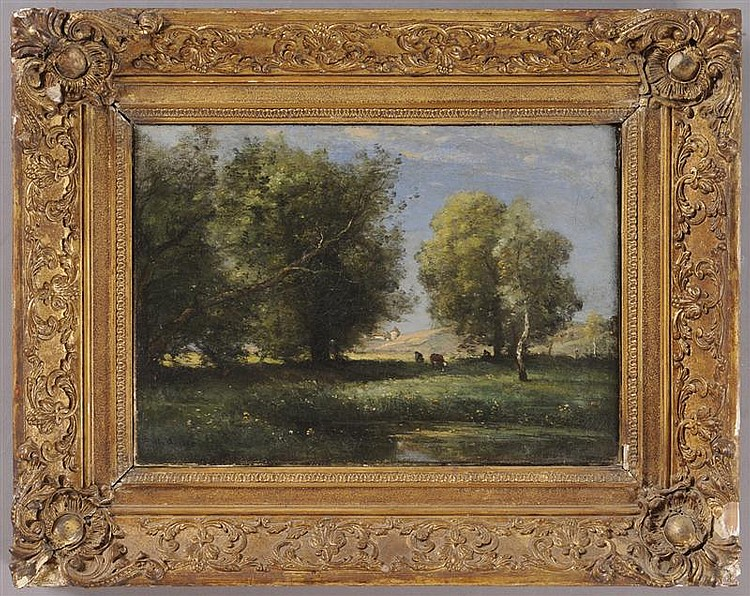
Achille Oudinot : Bétail dans une prairie ensoleillée (Rinder auf einer sonnigen Wiese)

Achille Oudinot war bekannt für seine Landschaftsmalerei, die oft ruhige, ländliche Szenen darstellt. Sein Werk L'Automne en forêt de Sénart befindet sich im Musée des Beaux-Arts et de la Dentelle in Alençon. Weitere Werke befinden sich in den USA, darunter eine Paysage de Bretagne im Boise Art Museum.